# فادي القنبر
فادي أحمد حمدان القنبر (1989 - 8 يناير 2017) شاب فلسطيني اشتهر بقيامه بقيادة شاحنة ودهس عدد من الجنود الإسرائيليين في القدس.

## السيرة الذاتية
فادي القنبر مواليد 1989 من سكان جبل المكبر، متزوج وأب لثلاثة أطفال.

## بعد الحادثة
فور التعرف على هوية منفذ العملية، إعتقلت قوات الاحتلال الإسرائيلي عائلة القنبر، بمن فيهم والديه وأخوته، بعد أن قاموا بمحاصرة واقتحام منزله.

## ردود الفعل

### الفلسطينيين
بارك عدد من الفصائل الفلسطينية منها 'حماس' و'الجهاد الإسلامي' و'كتائب شهداء الأقصى' عملية الدهس معتبرين أن العمليات الفدائية تعتبر ردا طبيعيا على جرائم الاحتلال الإسرائيلي بحق أبناء الشعب الفلسطيني.

### الإسرائيليين
سارع رئيس الحكومة الإسرائيلية، بنيامين نتنياهو، إلى ربط منفذ العملية، فادي القنبر، بتنظيم 'داعش' الإرهابي.